# Нижня Грайворонка
Нижня Грайворонка (рос. Нижняя Грайворонка) — село в Совєтському районі Курської області Російської Федерації.
Населення становить 470 осіб. Входить до складу муніципального утворення Нижньограйворонська сільрада.

## Історія
Населений пункт розташований на території українського етнічного та культурного краю Східна Слобожанщина.
Від 2004 року входить до складу муніципального утворення Нижньограйворонська сільрада.

## Населення
| 2002 | 2010 |
| ---- | ---- |
| 576  | ↘470 |